# Pierre Noal
Pour les articles homonymes, voir Noal.
Pierre Noal, né le 11 décembre 1914 dans le 12e arrondissement de Paris (Seine) et mort le 27 octobre 1986 à Caen (Calvados), est un homme politique français.

## Biographie
Le commandant Pierre Noal, connu sous le nom de code Tetra, a participé à la mission Lorelei durant les opérations liées à la libération de Bitche en 1945. Arrivé à Bitche le 4 décembre 1944 avec un adjoint, il a mis en place un poste émetteur Mark 2. Du 6 au 24 décembre 1944, la mission Lorelei a fourni des renseignements sur les mouvements et les positions des troupes allemandes. Ces informations ont été utilisées dans la planification des actions militaires alliées. La mission s'est conclue le 24 décembre en raison de risques de détection.
Également médecin, il fonde en 1978, à Bagnoles de l'Orne, l’association Pierre Noal qui a pour vocation de donner accès à des soins et services de qualité et de proximité à la population du territoire.

## Détail des fonctions et des mandats
Mandat parlementaire
- 11 mars 1973 - 2 avril 1978 : Député de la 3e circonscription de l'Orne